# Gloria z Thurn-Taxisu
Gloria, princezna z Thurnu a Taxisu, německy Gloria, Prinzessin von Thurn und Taxis, (* 23. února 1960, Stuttgart-Degerloch) je německá podnikatelka a manažerka.

## Život
Princezna Gloria se narodila jako Mariae Gloria Fer(di)nanda Gerda Charlotte Franziska Magarethe Frederike Simone Johanna Joachima Josefine Wilhelmine Huberta hraběnka von Schönburg-Glauchau. Je nejmladší ze čtyř dětí hraběte Jáchyma ze Schönburgu-Glauchau (1929–1998) a jeho první manželky Beatrix hraběnky Széchényiové ze Sárváru a Felsővidéku (* 1930), dcery Balinta, hraběte Széchényiho ze Sárváru a Felsővidéku a princezny Marie Pavlovny Golicynové.
V mládí pracovala jako servírka. Svého o 34 let staršího manžela Johannese von Thurn und Taxis, považovaného za druhého nejbohatšího muže Německa, si vzala v roce 1980. V 80. letech 20. století patřila se svým rozhazovačným stylem života k předním celebritám německého společenského života a častým tématem bulvárních zpráv s přezdívkami jako např. punková kněžna. To skončilo po manželově smrti v roce 1991 poté, co byl majetek zatížen vysokými dědickými daněmi. Jako správkyně majetku pro svého syna Alberta si vydobyla respekt za své podnikatelské aktivity.
1998 otevřel bavorský svobodný stát na zámku sv. Jimrama pobočku Bavorského národního muzea. Při té příležitosti princezně Glorii nabídl reprezentativní prostory zámeckého muzea, jízdárnu a refektorium jako prostory vhodné pro velké události.
Jako poslankyně za CSU byla v roce 2004 členem spolkového Spolkového shromáždění při volbě Horsta Köhlera německým spolkovým prezidentem.
V roce 2001 vzbudilo pozornost její televizní prohlášení, že za africkými problémy s AIDS nestojí absence antikoncepce, ale přílišná černošská náklonnost k sexu. Dne 4. dubna 2005 ji papež Jan Pavel II. v talkshow Beckmann na stanici ARD označil za „Bojovnici za práva žen“. Tento výrok potvrdila v jednom pozdějším interview a odůvodnila je v „Teologii lásky“ Jana Pavla II. Podle té má „muž ženu ctít a milovat“, neboť „ona je nositelkou Života“.
Je členkou kuratoria konzervativního německého katolického fóra.
Gloria Thurn-Taxis také sympatizuje s Hnutím za lidská práva a staví se mimo jiné proti potratům a vyslovuje se za „kulturu smrti a umírání“. Podle jejího vlastního vyjádření byly zvolením papeže Benedikta XVI. vyslyšeny její dlouholeté modlitby. Při přípravách na hledání papeže v Bavorsku roku 2006 se vyjádřila, že slova papeže Benedikta XVI. jí „pomáhají zdolávat životní výšky i pády“.

### Jméno
V rodině a částečně i v médiích používaný tvar kněžna Glorie z Thurnu a Taxisu (Fürstin Gloria von Thurn und Taxis) je přenos někdejšího šlechtického titulu a podle jmenného práva nezákonný. Výnosem ve Výmarské ústavě z roku 1919 se dosavadní šlechtické tituly v Německu staly pevnou součástí rodinného jména. Úředně správné je proto Gloria Prinzessin von Thurn und Taxis.

## Ocenění a vyznamenání
- záslužný kříž I. třídy Záslužného řádu Spolkové republiky Německo (Německo, 7. září 2006)
- komtur s hvězdou Řádu svatého Řehoře Velikého (Vatikán, 20. října 2008) – udělil papež Benedikt XVI.[11][12]
- Bavorský řád za zásluhy (Bavorsko, 17. prosince 2014)[13]
- 19. ledna 2008 jí byl v Cáchách propůjčen řád Orden wider den tierischen Ernst.
- 30. ledna 2008 jí byl na zámku St. Emmeram v Řezně propůjčen „Orden vom Goldenen Durchblick“ der Karnevalsgesellschaft Narragonia 1848 e. V. verliehen.
- V červnu 2009 byla společně se svými dcerami přijata do Maltézského rytířského řádu.[14]